# Something Stupid (Better Call Saul)
"Something Stupid" es el séptimo episodio de la cuarta temporada de la serie de televisión de AMC Better Call Saul, serie derivada de Breaking Bad. El episodio se emitió el 17 de septiembre de 2018 en AMC en los Estados Unidos. Fuera de los Estados Unidos, el episodio se estrenó en el servicio de transmisión Netflix en varios países.

## Trama

### Apertura
A través de un montaje que abarca un período de ocho meses que finaliza a principios de 2004, se muestra que las actividades que realizan Jimmy y Kim hacen que se alejen cada vez más. El brazo de Kim sana y prospera en Schweikart & Cokely. Jimmy continúa trabajando en la tienda de teléfonos celulares, pero su negocio secundario de reventa de teléfonos prepagos continúa creciendo. Los crecientes contactos de Jimmy con los delincuentes de Albuquerque hacen que use con frecuencia su alias de "Saul Goodman".

### Historia principal
Jimmy le muestra a Huell Babineaux un posible espacio para su nueva oficina de abogados. Kim y Jimmy asisten a una recepción de Schweikart y Cokely; Inicialmente encantador con los compañeros de Kim, se siente cada vez más incómodo y se mete en su oficina, dándose cuenta de que su espacio de trabajo es mucho mejor que el que le mostró a Huell. Después de regresar a la fiesta, crea un espectáculo al proponer ideas cada vez más grandiosas para el retiro anual de la compañía.
La Dra. Bruckner le muestra a Gus un video que muestra a Héctor Salamanca mejorando sus movimientos cognitivos y ya tiene movilidad limitada en su mano derecha. Bruckner descarta que Héctor volcara un vaso de agua por involuntario, pero Gus ve que Héctor lo hizo a propósito para poder comerse con los ojos a la enfermera que lo limpió. Gus le dice a Bruckner que finalice el tratamiento, atrapando de hecho la mente curada de Héctor dentro de su cuerpo no curado.
El equipo de Werner Ziegler excava el laboratorio de metanfetamina. El trabajo avanza lentamente, pero las tensiones aumentan y Kai y Casper se pelean a empujones, lo que requiere la intervención de Mike. Mike se pregunta si estarían mejor sin Kai, pero Werner sugiere que el equipo solo necesita descansar y relajarse, ya que han estado trabajando más de lo previsto.
Jimmy continúa revendiendo teléfonos, con su negocio ahora ubicado en una camioneta en las afueras de la ciudad. Llega un oficial de policía fuera de servicio y sugiere que Jimmy se dirija a una mejor clase de clientes, mientras que Jimmy argumenta que su negocio es legítimo. Huell regresa de comprar el almuerzo pero usa auriculares y no reconoce el contexto de la discusión, por lo que golpea al oficial con la bolsa de compras. El oficial conoce a Huell de enfrentamientos anteriores y lo arresta. Kim acepta representar a Huell, pero se niega a usar trucos para arruinar la reputación del policía. Ella quiere que Jimmy garantice que Huell no huirá, pero la respuesta de Jimmy no es convincente. Kim intenta negociar un acuerdo con la fiscalía, pero la fiscal Suzanne Ericsen se niega a negociar. En su camino para encontrarse con Huell, Kim se detiene para comprar material de oficina, luego llama a Jimmy y le dice que deje de hacer lo que esté haciendo para ayudar a Huell porque ella tiene una mejor manera.

## Producción
La canción que se reproduce en el montaje de apertura es una versión de "Somethin ' Stupid" interpretada por la banda Lola Marsh. La canción fue escrita originalmente por Carson Parks y se hizo famosa por Frank y Nancy Sinatra; El supervisor musical de la serie, Thomas Golubić, encargó a Lola Marsh la portada de este episodio. 

## Recepción
"Something Stupid" recibió elogios de la crítica. En Rotten Tomatoes, obtuvo una calificación perfecta del 100 % con una puntuación promedio de 8.14/10 basada en 12 reseñas. El consenso crítico del sitio es: "'Something Stupid' ve a la directora Deborah Chow presentando un episodio que es visualmente impactante incluso para los altos estándares de Saul. En una reseña de 8,7 estrellas, Matt Fowler de IGN calificó el episodio de "genial", pero también pareció la primera mitad de un arco más grande. Escribiendo para Rolling Stone, Alan Sepinwall elogió la dirección de Chow (particularmente los montajes y los diferentes puntos de vista), esperando que el episodio no sea su última entrada en la serie. Sin embargo, criticó la falta de apariencia de Nacho, describiendo la ausencia del personaje como "particularmente notoria por lo desesperada que parecía su situación la última vez que lo vimos con su padre". 
Por su trabajo en este episodio, Thomas Golubić fue nominado al premio Primetime Emmy a la mejor supervisión musical.

### Ratings
"Something Stupid" fue visto por 1,35 millones de espectadores en su primera transmisión, obteniendo una calificación de 0,4 para los espectadores entre 18 y 49 años.